# Ryan Wittman
Ryan Scott Wittman (ur. 26 października 1987 w Atlancie) – amerykański koszykarz występujący na pozycji niskiego skrzydłowego.
Absolwent Uniwersytetu Cornell. Były zawodnik klubów Zastal Zielona Góra, Fulgor Libertas Forlì oraz Fort Wayne Mad Ants.

## Życiorys

### Kariera zawodnicza (do 2011)
Ryan Wittman swoją karierę koszykarską rozpoczynał w szkolnej drużynie Eden Prairie High School, gdzie należał do najlepszych zawodników. Następnie przeniósł się do zespołu uniwersyteckiego Cornell University. Z drużyną tą od 2006 występował w rozgrywkach dywizji I NCAA. Należał do czołowych zawodników zespołu grającego w konferencji Ivy League. W ciągu czterech sezonów zagrał w 121 spotkaniach, w których w sumie zdobył 2028 punktów, zgromadził 441 zbiórek i miał 221 asyst. W pierwszym sezonie zdobył tytuł Debiutanta Roku, został także wybrany do „drugiej piątki” konferencji. W kolejnych trzech sezonach za każdym razem był wybierany do „pierwszej piątki” konferencji, a w sezonie 2009/2010 otrzymał tytuł najlepszego zawodnika sezonu konferencji Ivy League. Był także jednym z najlepszych zawodników oddających rzuty za 3 punkty – w ciągu 4 lat występów w rozgrywkach NCAA miał skuteczność na poziomie 43,14% w tym elemencie gry, co jest najlepszym wynikiem w historii Ivy League. Ponadto, wraz z zespołem, w latach 2008–2010 trzykrotnie z rzędu wygrywał rozgrywki tej konferencji, a w 2010 awansował do 1/8 finału rozgrywek o mistrzostwo NCAA, gdzie Cornell przegrało z drużyną Uniwersytetu Kentucky, w której grali wówczas między innymi John Wall oraz DeMarcus Cousins.
W lipcu 2010 wziął udział w rozgrywkach Ligi Letniej NBA w barwach Boston Celtics oraz New York Knicks (w sumie wystąpił w 7 meczach tych rozgrywek), jednak ostatecznie nie został zawodnikiem żadnego z tych klubów. W sierpniu tego samego roku podpisał kontrakt z występującym wówczas w rozgrywkach drugiej ligi włoskiej klubem Fulgor Libertas Forlì. W zespole tym był podstawowym zawodnikiem, występując we wszystkich 14 meczach w „pierwszej piątce” i spędzając na boisku średnio prawie 33 minuty. W sumie zdobył 203 punkty, miał 59 zbiórek i 39 asyst. 17 stycznia 2011, z powodu kłopotów finansowych, klub postanowił jednak rozwiązać z nim kontrakt.
W lutym 2011 podpisał kontrakt z występującym w rozgrywkach NBA Development League klubem Fort Wayne Mad Ants. W drużynie tej rozegrał 21 spotkań, w których zdobył w sumie 150 punktów i miał 49 zbiórek, jednak grał średnio nieco ponad 18 minut, a tylko 2 mecze rozpoczynał w „pierwszej piątce”.
24 sierpnia 2011 podpisał kontrakt z Zastalem Zielona Góra, w barwach którego występował wspólnie między innymi z Jeffem Footem, z którym grał wcześniej wspólnie na Uniwersytecie Cornell. W zespole wystąpił w sparingowych meczach z Polpharmą Starogard Gdański, Spójnią Stargard Szczeciński, PBG Basketem Poznań, towarzyskim turnieju o Puchar Prezesa PGE w Zgorzelcu (mecze z drużynami Turów Zgorzelec, New Yorker Phantoms Brunszwik oraz BK Pardubice), Memoriale Lecha Birgfellnera w Zielonej Górze (mecze z klubami Spišská Nová Ves, Śląsk Wrocław oraz Turów Zgorzelec). Po słabym występie w ostatnim z tych turniejów klub rozpoczął rozmowy z jego agentem w sprawie rozwiązania umowy, a Wittman nie wziął udziału w Memoriale Jacka Ponickiego rozegranym pod koniec września w Poznaniu. Ostatecznie 27 września klub za porozumieniem stron rozwiązał z nim kontrakt.

### Po zakończeniu kariery (od 2011)
Następnie Wittman zakończył karierę zawodniczą ze względu na problemy z kontuzją pleców i podjął pracę zarobkową. Przed sezonem 2013/2014 dołączył do sztabu trenerskiego drużyny Boston College Eagles reprezentującej uczelnię Boston College.

## Życie prywatne
Ryan Wittman jest synem Randy'ego i Kathy Wittmanów. Ma siostrę. Jego ojciec również był koszykarzem – przez 9 sezonów grał w NBA, a po zakończeniu kariery zawodniczej został trenerem, prowadząc między innymi zespoły Cleveland Cavaliers oraz Minnesota Timberwolves. Obecnie jest asystentem trenera w klubie Washington Wizards.